# Mike Needham
Michael Lawrence „Mike“ Needham (* 4. April 1970 in Calgary, Alberta) ist ein ehemaliger kanadischer Eishockeyspieler und -trainer, der im Verlauf seiner aktiven Karriere zwischen 1987 und 1996 unter anderem 100 Spiele für die Pittsburgh Penguins und Dallas Stars in der National Hockey League (NHL) auf der Position des rechten Flügelstürmers bestritten hat. Mit den Penguins gewann Needham in den Stanley-Cup-Playoffs 1992 die gleichnamige Trophäe.

## Karriere
Needham verbrachte den Beginn seiner Juniorenkarriere zwischen 1985 und 1987 zunächst bei den Fort Saskatchewan Traders in der Alberta Junior Hockey League (AJHL). Nachdem er dort im Verlauf von zwei Spielzeiten einen Schnitt von einem Punkt pro Spiel erreicht hatte, kam er gegen Ende der Saison 1986/87 zu seinen ersten Einsätzen in der höherklassigen Western Hockey League (WHL). Mit Beginn der Spielzeit 1987/88 stand der Flügelstürmer fest im Kader der Blazers und entwickelte sich im Lauf der folgenden drei Jahre zu einem Führungsspieler im Team. Im NHL Entry Draft 1989 wurde er in der sechsten Runde an 126. Position von den Pittsburgh Penguins aus der National Hockey League (NHL) ausgewählt und führte die Kamloops Blazers in der Folge zum Gewinn der WHL-Meisterschaft am Ende des Spieljahres 1989/90. Neben 125 Scorerpunkten in der regulären Saison hatte Needham dazu weitere 24 Punkte in den Playoffs beigesteuert. Als amtierender Gewinner des President’s Cup nahmen die Blazers anschließend am prestigeträchtigen Memorial Cup teil.
Nach dem Abschluss seiner Juniorenkarriere erhielt der Kanadier im Sommer 1990 einen Vertrag in der Organisation der Pittsburgh Penguins, wurde von diesen in den folgenden zwei Jahren aber ausschließlich bei den Muskegon Lumberjacks, ihrem Farmteam in der International Hockey League (IHL), eingesetzt. Dort bildete er eine erfolgreiche Sturmreihe mit den erfahrenen Jock Callander und Dave Michayluk. Erst im Verlauf der Stanley-Cup-Playoffs 1992 wurde Needham – wie auch seine beiden Sturmpartner – erstmals in den Kader der Penguins berufen, nachdem Pittsburgh im Verlauf der zweiten Playoff-Runde mit erheblichen Verletzungsproblemen zu kämpfen hatte. Schlussendlich kam der Angreifer zu fünf Einsätzen und verteidigte mit dem Team erfolgreich den Stanley Cup. Zur Saison 1992/93 schaffte der Offensivspieler schließlich den festen Sprung in den NHL-Kader der Pens, blieb dort aber in einer untergeordneten Rolle nur bis in die folgende Spielzeit aktiv. Anschließend wurde er erneut in die IHL geschickt, wo er kurzzeitig für die Cleveland Lumberjacks – so der Name des Lumberjacks-Franchises nach der Umsiedlung im Sommer 1992 – spielte. Im März 1994 wurde Needham im Tausch für Jim McKenzie an die Dallas Stars abgegeben, wo er im restlichen Saisonverlauf zu seinen fünf letzten NHL-Spielen kam.
Zwischen 1994 und 1996 verbrachte der Kanadier zwei von Verletzungen geprägte Spielzeiten bei den Kalamazoo Wings in der IHL und den Adirondack Red Wings in der American Hockey League (AHL), ehe er seine Karriere bereits im Alter von 26 Jahren im Sommer 1996 beendete. Nach einer mehrjährigen Pause arbeitete er zwischen 2011 und 2018 als Assistenztrainer bei seinem Ex-Team Kamloops Blazers in der WHL.

### International
Mit der kanadischen U20-Nationalmannschaft nahm Needham an der Junioren-Weltmeisterschaft 1990 teil. Dort gewann der Stürmer mit dem kanadischen Team die Goldmedaille. In sieben Turnierspielen steuerte er zum Titelgewinn ebenso viele Scorerpunkte bei.

## Erfolge und Auszeichnungen
- 1990 President’s-Cup-Gewinn mit den Kamloops Blazers
- 1990 WHL West First All-Star Team
- 1992 Stanley-Cup-Gewinn mit den Pittsburgh Penguins

### International
- 1990 Goldmedaille bei der Junioren-Weltmeisterschaft

## Karrierestatistik

### International
Vertrat Kanada bei:
- Junioren-Weltmeisterschaft 1990

(Legende zur Spielerstatistik: Sp oder GP = absolvierte Spiele; T oder G = erzielte Tore; V oder A = erzielte Assists; Pkt oder Pts = erzielte Scorerpunkte; SM oder PIM = erhaltene Strafminuten; +/− = Plus/Minus-Bilanz; PP = erzielte Überzahltore; SH = erzielte Unterzahltore; GW = erzielte Siegtore; 1 Play-downs/Relegation; Kursiv: Statistik nicht vollständig)